# Paula Yates
Paula Elizabeth Yates (ur. 24 kwietnia 1959, zm. 17 września 2000) – brytyjska prezenterka telewizyjna, znana głównie z pop-rockowego programu muzycznego pod tytułem The Tube.
Urodzona w rodzinie aktorskiej (matka, Elaine Smith, tancerka, aktorka i autorka powieści erotycznych, używała nazwisk scenicznych Hellen Thornton oraz Heller Toren). Aż do wieku dojrzałego aktorka uważała za swego ojca Jessa Yatesa, znanego jako „the Bishop” i prezentowanego w programie telewizyjnym Stars on Sunday.
W 1978 Yates pozowała nago do zdjęć dla „Penthouse’a”, krótko po tym rozpoczęła pracę jako dziennikarka muzyczna – prowadząc własną kolumnę „Natural Blonde” (ang. naturalna blondynka) w tygodniku „Record Mirror”.
Z Bobem Geldofem poznała się w 1976 roku, gdy przyleciała do Paryża podczas jego koncertów. 31 marca 1983 urodziła się ich pierwsza córka – Fifi Trixibelle. 31 sierpnia 1986 roku wzięli w Las Vegas ślub, po dziesięciu latach znajomości. Doczekali się jeszcze dwóch córek: Peaches Honeyblossom Geldof (ur. 13 marca 1989, zm. 7 kwietnia 2014) i Little Pixie Frou-Frou Geldof (ur. 17 września 1990).
Po dziewięciu latach małżeństwa, w 1995 roku, Paula zostawiła Boba dla Michaela Hutchence’a, wokalisty INXS, z którym przeprowadzała wywiad i w którym się zakochała. Po roku urodziła ich córkę – Heavenly Hiraani Tiger Lily Hutchence (ur. 22 lipca 1996). Michael Hutchence zmarł 22 listopada 1997 roku.
Paula Yates zmarła prawie trzy lata później, w dziesiąte urodziny swojej córki, Pixie; według prokuratora przyczyną zgonu było przedawkowanie narkotyków. Opiekę nad osieroconą Tiger Lily Hutchence przejął Bob Geldof.